# Hypocacia biplagiata
Hypocacia biplagiata là một loài bọ cánh cứng trong họ Cerambycidae.